# One Hundred and One Dalmatians
One Hundred and One Dalmatians (bra: A Guerra dos Dálmatas ou 101 Dálmatas; prt: Os 101 Dálmatas) é um filme estadunidense de 1961, dos gêneros animação, aventura, comédia e fantasia, dirigido por Clyde Geronimi, Hamilton Luske e Wolfgang Reitherman para a Disney, baseado no livro The Hundred and One Dalmatians, de Dodie Smith.
Lançado nos cinemas em 25 de janeiro de 1961, é o 17.º longa-metragem de animação dos estúdios Disney.

## Sinopse
Cruella de Vil é uma mulher rica, fascinada em peles, e que tem como grande sonho confeccionar um casaco feito de pele de cachorro, mais especificamente de pele de dálmata. Anita, amiga de infância de Cruela, e seu marido Roger possuem um casal de dálmatas chamados Prenda e Pongo. Quando Prenda da a luz a 15 filhotes Cruela aparece querendo comprá-los, mas Roger nega isso a ela.
Então um dia, Cruela manda seus capangas Gaspar e Horácio roubá-los, quando só estiver em casa a cozinheira e ama dos cachorrinhos Nana. E assim foi feito: quando os dois casais saem para dar uma volta no parque, os vigaristas tentam entrar na casa sobre o pretexto de serem da companhia elétrica, mas a fiel Nana não quer deixar, mas eles conseguem atrapalhando-a. Nana quando descobre o que roubaram, entra em desespero.
Pongo e Prenda na noite seguinte contam isso aos outros animais da cidade até o campo latindo inclusive ao cão Coronel, ao gato Sargento Tibbs e ao cavalo Capitão que descobrem que além dos filhotinhos roubados, estão na casa de Cruela mais 84 filhotinhos. Agora cabe a Pongo, Prenda, Coronel, Sarg. Tibbs, Capitão e aos outros animais do Latido, salvar e ajudar os 99 filhotinhos.

## Elenco
- Rod Taylor como Pongo. No Brasil, Domingos Martins.[5]
- Cate Bauer como Perdita / Brenda. No Brasil, Maria Alice Barreto.[5]
- Betty Lou Gerson como Cruella de Vil. No Brasil, Olga Nobre.[5]
- Ben Wright como Roger Radcliffe. No Brasil, Hélio Collona.[5]
- Lisa Davis como Anita Radcliffe. No Brasil, Simone de Morais.[5]
- Martha Wentworth como Nanny / Nana
- J. Pat O'Malley como Gaspar / Coronel. No Brasil, Macedo Neto.[5]
- Frederick Worlock como Horácio. No Brasil, Hamilton Ferreira.[5]
- Thurl Ravenscroft como Capitão
- Tom Conway como Collie
- Queenie Leonard e Marjorie Bennett como Princesa e Duquesa

## Produção
One Hundred and One Dalmatians foi um dos últimos desenhos animados realizados sob a supervisão de Walt Disney. Foi o primeiro filme animado da Disney a usar a tecnologia da fotocopiagem (xerografia), o que proporcionou uma maior complexidade visual a produção. Mas Walt Disney não se agradou com o estilo de desenho que a nova tecnologia trouxe.
Um fã contou todos os pontos pretos que aparecem no filme, quadro a quadro, e concluiu que eles perfazem um total de 6.469.952 pontos.

## Música
Diferente de outros filmes da Disney, One Hundred and One Dalmatians possui apenas três músicas, com apenas uma, "Cruella De Vil", sendo tocada em uma grande parte da produção. As outras duas canções são "Kanine Krunchies Jingle" (por Lucille Bliss) e "Dalmatian Plantation" em que apenas dois versos são cantados por Roger no final do filme.[carece de fontes?]

## Prêmios e indicações
BAFTA (1962) Reino Unido
- Ganhador na categoria de Melhor Filme Animado[carece de fontes?]

### Bilheteria
Segundo o site Box Office Mojo, One Hundred and One Dalmatians foi a décima maior bilheteria do ano de 1961 arrecadando $6,400,000. No seu lançamento de 1991 foi a vigésima maior bilheteria do ano na América do Norte.